# جون كالارد
جون كالارد (بالإنجليزية: Jon Callard)‏ هو مدرب رياضي بريطاني، ولد في 1966 في ليستر في المملكة المتحدة.

## وصلات خارجية
- جون كالارد عل موقع إسبنسكروم (الإنجليزية)
- جون كالارد على موقع ItsRugby.co.uk (الإنجليزية)